# Kapitein-luitenant-ter-zee
Kapitein-luitenant-ter-zee (afgekort tot KLTZ) is een rang bij de Koninklijke Marine en equivalent aan de luitenant-kolonel bij land- en luchtmacht.
Een kapitein-luitenant-ter-zee volgt op de kapitein-ter-zee en functioneert als diens plaatsvervanger aan boord van grote eenheden (kruiser, vliegdekschip) of als bevelvoerder van een kleiner oorlogsschip (torpedobootjager, fregat).
Kapitein-luitenant-ter-zee is een hogere rang dan luitenant-ter-zee der eerste klasse, maar lager dan kapitein-ter-zee.
De overeenkomstige rang bij de marinecomponent van de Belgische strijdkrachten is fregatkapitein.
In tegenstelling tot de rang van 
Kapitein luitenant ter zee (NATO OF-4) bij de Nederlandse marine, heeft bij de Duitse Marine een Kapitän-leutnant de vergelijkbare rang van Luitenant ter Zee der Tweede klasse oudste categorie, Ltz2OC (NATO OF2). Naast lagere rang: Oberleutnant zur See (NATO OF-1, naast hogere rang: Korvetten kapitän (Luitenant ter Zee der Eerste klasse) NATO OF-3

## Rangonderscheidingstekens bij de Nederlandse krijgsmacht
| Koninklijke Marine                                                              | Koninklijke Marine | Koninklijke Landmacht | Koninklijke Landmacht | Koninklijke Luchtmacht | Koninklijke Luchtmacht | Koninklijke Marechaussee | Koninklijke Marechaussee |
| ------------------------------------------------------------------------------- | ------------------ | --------------------- | --------------------- | ---------------------- | ---------------------- | ------------------------ | ------------------------ |
| Kapitein-luitenant-ter-zee Overste (bij het Korps Mariniers: luitenant-kolonel) |                    | Luitenant-kolonel     |                       | Luitenant-kolonel      |                        | Luitenant-kolonel        |                          |